# Uaigae (Berg)
Der Uaigae ist ein osttimoresischer Berg im Norden des Suco Uaigae (Verwaltungsamt Vemasse, Gemeinde Baucau). Er befindet sich nordöstlich des Dorfes Uaigae, am Ostufer des Flusses Vemasse. Der Uaigae hat eine Höhe von 415 m (nach anderen Angaben 499 m).